# スウィート・ドリームス (アー・メイド・オブ・ディス)
「スウィート・ドリームス (アー・メイド・オブ・ディス)」(Sweet Dreams (Are Made of This))は、ユーリズミックスが1983年に発表した楽曲。同名のアルバムから最後のカットシングルとして発売された。
全英シングルチャートで2位、全米Billboard Hot 100で1位を獲得し、この曲でデュオは世界的なブレイクを果たした。
1991年にはジョルジオ・モロダーによるリミックス・バージョンが「スウィート・ドリームス'91」としてリリースされた。
1995年にはマリリン・マンソンによるカヴァー・シングルが発表された。
『ローリング・ストーン』誌が選ぶ最も偉大な500曲において、353位にランクされている。
2016年の映画『X-MEN:アポカリプス』では劇中曲として使用。1983年が舞台となっているため、登場人物のピーター・マキシモフ(クイックシルバー)がイヤホンで曲を聴きながら人々を救助するシーンで流れる。
2023年4月12日、アメリカ議会図書館より、永久保存録音物として全米録音資料登録簿へ登録されることが発表された。

## 収録曲
7" シングル
1. スウィート・ドリームス (アー・メイド・オブ・ディス) - 3:36
2. アイ・クッド・ギヴ・ユー (ア・ミラー) - 4:15

## チャート
| チャート (1983年)                    | 最高位 |
| ------------------------------------ | ------ |
| オーストラリア (Kent Music Report)   | 6      |
| オーストリア (Ö3 Austria Top 40)     | 9      |
| ベルギー (Ultratop 50 Flanders)      | 3      |
| ベルギー (VRT Top 30 Flanders)       | 2      |
| カナダ (The Record Retail Singles)   | 1      |
| カナダ トップシングルス (RPM)        | 1      |
| フランス (SNEP)                      | 1      |
| アイルランド (IRMA)                  | 2      |
| 日本 (オリコン)                      | 89     |
| オランダ (Dutch Top 40)              | 9      |
| オランダ (Single Top 100)            | 10     |
| ニュージーランド (Recorded Music NZ) | 2      |
| ポーランド (Polish Singles Chart)    | 14     |
| 南アフリカ (Springbok Radio)         | 5      |
| スペイン (AFYVE)                     | 2      |
| スイス (Schweizer Hitparade)         | 8      |
| UK シングルス (OCC)                  | 2      |
| US Billboard Hot 100                 | 1      |
| US Adult Contemporary (Billboard)    | 36     |
| US Dance Club Songs (Billboard)      | 2      |
| US Mainstream Rock (Billboard)       | 16     |
| US Cash Box Top 100                  | 1      |
| 西ドイツ (GfK Entertainment charts)  | 4      |

| チャート (2022年)      | 最高位 |
| ---------------------- | ------ |
| Global 200 (Billboard) | 186    |

| チャート (1983年)                                  | 順位 |
| -------------------------------------------------- | ---- |
| オーストラリア (Kent Music Report)                 | 41   |
| カナダ (RPM)                                       | 7    |
| ニュージーランド (Recorded Music NZ)               | 15   |
| イギリス (OCC)                                     | 11   |
| 全米 ビルボード Hot100                             | 10   |
| 全米 キャッシュボックス トップ100 ポップ・シングル | 14   |

| チャート (2019年) | 順位 |
| ----------------- | ---- |
| ポーランド (ZPAV) | 98   |

| チャート (1991年)                      | 最高位 |
| -------------------------------------- | ------ |
| イギリス (OCC)                         | 48     |
| イギリス ダンス・チャート (Music Week) | 36     |

| チャート (1995年) | 最高位 |
| ----------------- | ------ |
| イギリス (OCC)    | 136    |

| チャート (2006年) | 最高位 |
| ----------------- | ------ |
| CIS (TopHit)      | 37     |
| フランス (SNEP)   | 19     |

| チャート (2010年) | 最高位 |
| ----------------- | ------ |
| イギリス (OCC)    | 150    |

| チャート (2020年)                   | 最高位 |
| ----------------------------------- | ------ |
| ポーランド (Polish Airplay Top 100) | 37     |

| チャート (2005年) | 最高位 |
| ----------------- | ------ |
| フランス (SNEP)   | 27     |

## 日本におけるカバー
- 布袋寅泰（2009年）- カバー・アルバム『MODERN TIMES ROCK'N'ROLL』収録。
- 木村カエラ（2013年）- カバー・アルバム『ROCK』収録。
- 中森明菜（2017年）- カバー・アルバム『Cage』収録。